# Interiorisme

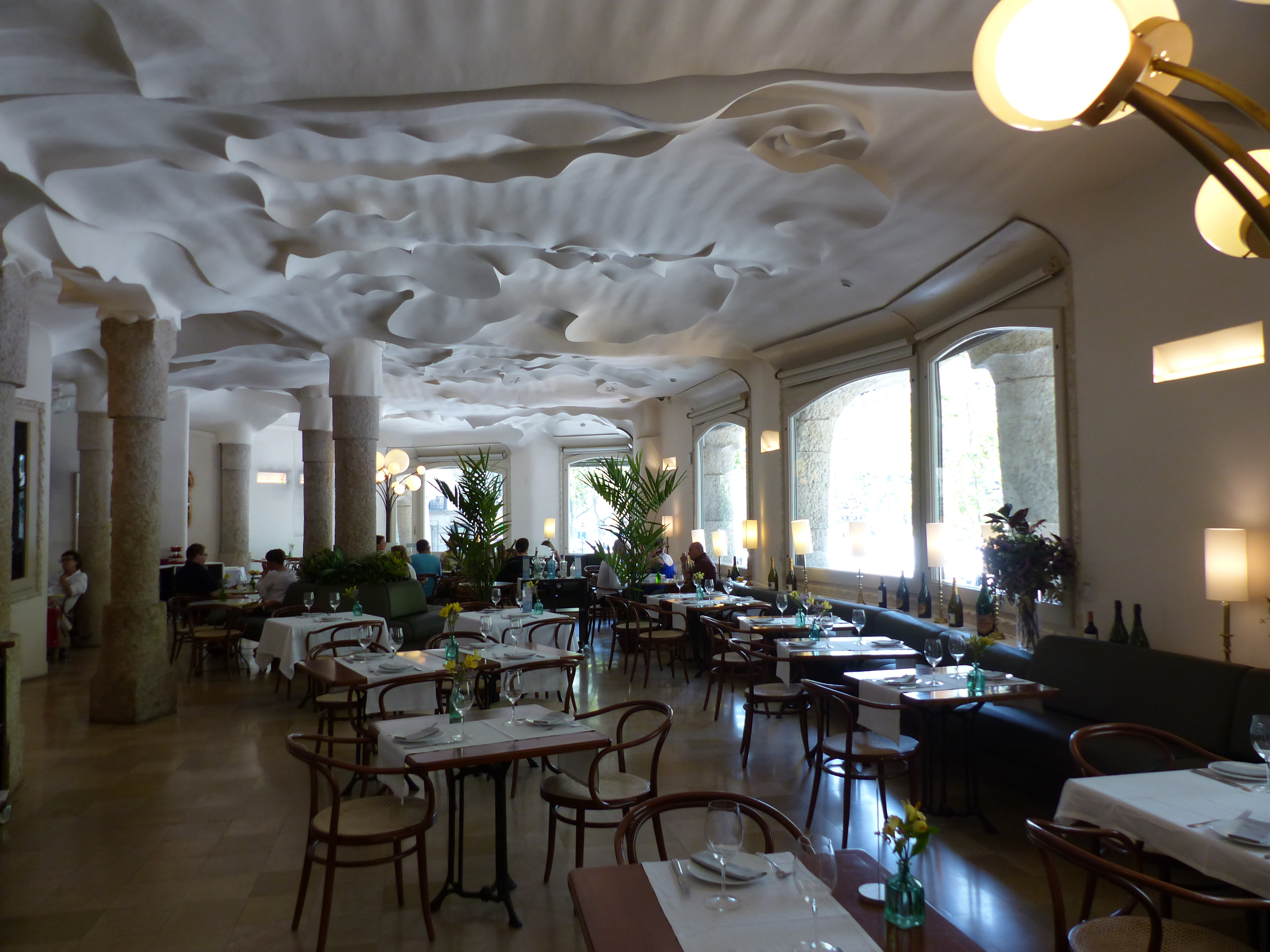
Cafeteria de la Casa Milà

L'interiorisme o disseny d'interiors és el disseny i decoració d'espais interiors. Les persones que s'hi dediquen professionalment són interioristes. Es pot considerar una branca de l'arquitectura i una de les arts aplicades. Té en compte l'espai en ell mateix, els materials, la construcció, la funcionabilitat, l'habitabilitat si s'escau, els objectes i la seva distribució, etc.
L'any 2001, la Federació Espanyola d'Entitats per a la Promoció del Disseny va considerar que el disseny és un sector econòmic i que el disseny d'interiors n'és una de les seves especialitats. Segons una enquesta feta a mil empreses espanyoles de més de vint treballadors dels sectors potencials consumidors de disseny, en 2005, la contractació n'era d'un 14'6% a l'interiorisme.

## Decorador
El decorador és l'encarregat de l'interiorisme d'un habitatge o local, dissenyant l'espai per tal que compleixi les seves funcions de la manera més eficient i que alhora presenti un aspecte agradable, amb una estètica definida a gust del client però tenint en compte la moda.
L'elecció del decorador afecta la distribució dels mobles, la tria de tapisseria i il·luminació, la cura dels acabats i revestiments i l'encàrrec de rètols si s'escau. Cobra pel disseny del projecte, la direcció d'obra i sovint comissions per col·laborar amb determinades línies o empreses.

## Evolució del disseny d'interiors
Així com la societat ha evolucionat i ens hem anat desenvolupant, el disseny d'interior no s'ha quedat enrere. El disseny d'interiors respon a unes necessitats i a un estil de vida, per tant, si aquests canvien, el disseny dels espais també. Tot i la seva presència al llarg de la història, l'interiorisme és una professió relativament nova, dels últims segles, ja que històricament la frontera entre els arquitectes, artesans i interioristes era molt difosa. No hi ha una data específica en la qual es pugui dir que es va consolidar la disciplina de manera definitiva. No obstant això, al segle XIX a la Revolució Industrial se li comença a donar importància, ja que amb la urbanització de les grans ciutats, les persones comencen a viures en espais més petits. L'any 1919 es va fundar a Alemanya l'escola Bauhaus, la qual va tenir un gran impacte en termes de disseny. Anys més tard, l'any 1975 va néixer l'ASID (American Society of Interior Designers), la primera organització professional multidisciplinària de dissenyadors d'interiors. Tal com hem dit abans, tot i aquests esdeveniments històrics específics, la consolidació de la disciplina del disseny d'interiors ha estat gradual, ha passat per diverses etapes de la història i no ha deixat mai d'evolucionar.

### Anys 50
La dècada dels 50 va ser una època plena de canvis i creativitat en molts àmbits. Pel disseny d'interiors també va suposar un abans i un després. Neix l'estil Mid-century modern. Aquest moviment artístic neix a Europa i té un gran auge als Estats Units entre els anys 1945 i 1969. El terme va ser nomenat i popularitzat per l'autora Cara Greeberg en el seu llibre Mid-Century Modern: Furniture of the 1950s. La seva estètica és moderna per l'època, alineada amb el moviment modernista, una tendència innovadora, funcional, i amb personalitat, igual que el Mid-Century. Es caracteritza per línies netes, formes simples, amb un ús honest dels materials i no inclou gaires elements decoratius. En l'àmbit del color, s'utilitza colors alegres i incorpora tocs de colors atrevits.

### Anys 60
Els anys 60 es caracteritzen per confrontacions internacionals, protestes socials i revoltes. Aquesta situació crítica i exaltada deriva a nous moviments artístics, com per exemple el Fluxus, el Happening, el Body Art o el Videoart, tots ells estils trencadors, innovadors, reveladors i accentuant el seu caire postmodernista. Aquests moviments es veuen reflectits a les cases, i les decoracions i els espais d’aquestes es contaminen d’expressió, color i originalitat. Malgrat aquesta necessitat d'innovació, també es rescaten elements de dècades anteriors, com l’estil victorià i georgiano. El Pop Art és un altre gran exemple de les tendències d’aquesta època. És un art contrari a l'expressionisme abstracte, amb un missatge polític, crític envers la societat consumista, amb un estil comercial, combinacions d’espais, formes i colors exòtics.

### Anys 70
En el sector de l'art arriba el DIY ("do it yourself"), un moviment ètic, polític i artístic que promou alternatives al mercat tradicional com la reutilització, autofabricació o el reciclatge. D'aquesta manera, cada autor (entenent-lo com qui ocupa o utilitza l'espai) posarà el seu estil als elements decoratius de les cases. S'aconsegueix, per tant, un estil rústic i natural amb tonalitats vives, accents brillants i materials com la fusta, el plàstic i el vidre. En l'àmbit d'estampats, el floriment hippie, disco i punk van servir de gran inspiració, tot i que també els estampats geomètrics són part integral de l'estil dels anys 70. També s'usaven línies corbes suaus en elements com mobles, catifes o llums per donar una sensació espacial de moviment constant i vivacitat.

### Anys 80
Aquesta dècada agafa un rumb més futurista amb les tendències ‘shabby chic’ i ‘avant garde’, on les seves manifestacions es caracteritzen per les formes geomètriques (sobretot als mobiliaris). L’estil Shabby chic és un estil de disseny d’interiors que s'origina a les grans cases de camps de la Gran Bretanya i consisteix, com tots els estils postmodernistes, en barrejar elements antics amb els moderns. Utilitza mobles amb aparença antiga o desgastada per aconseguir aquest mateix resultat. Normalment, ho relacionem amb un estil de casa de camp però amb tonalitats suaus mitjançant colors pastels. La paraula ‘shabby’ fa referència a alguna cosa desgastada, i ‘chic’ significa elegant o modern. En concret eren usuals materials com la fusta o el ferro forjat pels mobles decoratius. L'aura romànica és una altra característica d'aquest estil, a causa dels tons pastels com el rosa, la vainilla o el blau i també a causa dels amples llits, sofàs i coixins que sovint s'utilitzaven. Els estampats amb diferents dissenys (flors, ratlles, colors), els miralls, les diferents textures o les làmpades de neó també eren característics. L'estil 'avant garde', també conegut com a avantguardista, donava el toc més modern. És l'art que rebutja tot allò tradicional o convencional i que busca la innovació. En el disseny d'interiors es caracteritza per la combinació d'espais, grans volums, mobles no estàndards (formes, materials, colors inusuals) una paleta de colors brillants en detalls de la decoració, la multifuncionalitat, entre d'altres.

### Anys 90
L'estil dels 90 està marcat per la seva comoditat i simplicitat. Per això, en el disseny d'interior comencem a veure pinzellades de l'estil minimalista, tot i que algunes influències dels 80 encara perduren. Va ser l'arquitecte alemany Ludwing Mies Van Der Rohe qui, l'any 1930, va nombrar aquest estil, malgrat que no va ser fins unes dècades després que la tendència es va començar a popularitzar. El podem definir com un estil fred que busca crear un silenci contemplatiu. Respon a un necessitat de la societat: l'estrès que genera la vida a les grans ciutats com Nova York, per exemple. A partir d'aquest problema, l'estil minimalista intenta proposar aquesta pausa de serenitat, pulcritud i calma. Remarca el fet que cada forma comunica un missatge i que aquest mantingui un disseny silenciós. Es basa en les formes bàsiques: quadrats i rectangles. I després en les línies bàsiques: horitzontals, verticals, diagonals, zig-zag i corba, aconseguint així un conjunt de línies geomètriques netes. La falta de destalls abstractes fa que les peces importants guanyin atenció. Aquest estil es basa en el fet que "més és menys", en evitar tot allò innecessari i en crear una atmosfera suau, tranquil·la i fluent. El mateix passa amb els colors: predomina amb diferència el color blanc. Com a molt es fa servir el negre per contrastar o altres colors neutres per combinar.

### Anys 2000
Arriba el nou mil·lenni, canviem de segle, i això causa canvis a l'habitatge amb espais cada vegada més personalitzats. Quan parlem de disseny d'interiors, els interioristes es dediquen a reinventar els gustos d'altres èpoques, al gust de cada client. El protagonisme del blau dels anys vint, l'art DIY dels setanta, les línies gruixudes dels anys vuitanta o l'estil minimalista dels 90, en són alguns exemples.